# Dirk Pitt
Dirk Pitt es un personaje de ficción, principal protagonista de las novelas de Clive Cussler.  Dirk es un aventurero valiente y con mucha suerte, ama el mar y es un empedernido coleccionista de coches, afición que comparte con su creador, Clive Cussler.

## Características
Físicamente Dirk Eric Pitt es alto (1 metro noventa), apuesto, pelo moreno y ojos verdes que usa para seducir o intimidar, según convenga. Pitt es un hombre de recursos, pero su principal apoyo es su compañero de aventuras Al Giordino, que también aporta un componente cómico a las novelas.

## Vida
Dirk es hijo del senador George Pitt, de California. las mujeres de su vida son tres Summer Moran, Maeve Fletcher, y Loren Smith.
Summer es la madre de sus mellizos: Dirk Pitt, Jr., y Summer Pitt y, a su vez, hija del científico Frederick Moran, Pitt la dio por muerta cuando la estación submarina de su padre fue destruida, pero, como nos cuenta Cussler en el último capítulo de Valhalla Rising, Summer sobrevivió al incidente pero sufrió graves traumas. 
Dirk conoció a Maeve en Amenaza bajo el mar. Es hija del villano Arthur Dorsett, pero se independiza de su perversa familia para hacer un master en zoología y trabajar como guía en la Antártida. Maeve y Dirk se enamoran durante la novela pero ella es mortalmente herida y muere en los brazos de Pitt. 
Finalmente esta la congresista Loren Smith, graduada en la academia del aire y única que conseguirá llevar a Pitt al altar.
Pitt salvo la vida de su actual jefe, el almirante James Sandecker, durante la guerra del Vietnam.

## Costumbres
Su arma habitual es un Colt 45 que heredó de su padre. Su bebida favorita es el tequila y su reloj es un Doxa de submarinista.
Cuando no está viajando, Dirk vive en un hangar del Aeropuerto de Washington donde guarda sus maquetas de barcos y su colección de coches clásicos, además de algunos aviones antiguos como un Messerschmitt Me 262 y un Ford trimotor. A veces Pitt engrosa su colección a costa de las posesiones de sus enemigos.

## Trabajo
Pitt es ingeniero al servicio de la National Underwater and Marine Agency (NUMA), una organización liderada por el almirante James Sandecker con la que ha descubierto numerosos pecios y hecho evitado muchas catástrofes globales promovidas por villanos megalómanos.
En las novelas más recientes Pitt es ascendido a director de NUMA cuando Sandecker es nombrado vicepresidente de USA.

## Películas
Pitt ha aparecido en dos adaptaciones de sus novelas: Raise the Titanic! (1980), y Sahara (2005), con los rostros de Richard Jordan y Matthew McConaughey.
Curiosamente Clive Cussler fue obligado a pagar $13.9 millones a la productora de este último film (Crusader Entertainment) por diferencias contractuales.